# Pedro-Enrique de Ferran y de Rocabruna
Pedro-Enrique de Ferran y de Rocabruna (Barcelona, 1865 – Bruselas, 1919) fue un compositor de música catalán.
Recibió las primeras lecciones de composición del maestro Rodriguez de Alcántara en Barcelona, completando sus estudios con el maestro Enric Morera. Fue considerado una de las jóvenes promesas del panorama musical del periodo modernista, y en las obras que produjo se dio a conocer como un artista notable, distinguiéndose por su manejo de la instrumentación.
Entre sus obras destacan un Andante estrenado en Barcelona por la orquesta Crikboom, las obras escénicas Las bodas de Camacho (libreto de Jacint Grau y Adrià Gual ) y La Cegueta (libreto de Modest Urgell), el poema sinfónico Le Soir (letra del famoso pintor belga Jean Delville), y Primavera, obra estrenada en Bruselas en 1914.
Dejó editadas las composiciones: Primavera, Berceuse, Au Rosignol, Ofrena y Praeterita, e inéditas: Les amants de Palerme, ópera en tres actos; Barnum, opereta; El Silfo, poema sinfónico, y varias canciones catalanas. Su fondo documental, con partituras de más de 80 obras, está depositado y catalogado en la Bibiloteca de Cataluña.

## Biografía

### Primeros años
Pedro-Enrique de Ferran y de Rocabruna (catalán: Pere-Enric, francés: Pierre-Henri) nació en Barcelona el 2 de junio de 1865 en el seno de una familia acomodada, influyente y con raíces nobiliarias.
Su abuelo paterno fue Andrés de Ferran y Dumont, abogado y fundador del Instituto Agrícola Catalán de San Isidro. Su padre, Ignacio Maria de Ferran y de Ribes era doctor en derecho, catedrático de derecho y economía política, y académico. Su madre, Petra de Rocabruna y Jordà era hija del Barón de Albi.
Cuando Pedro-Enrique tenía cinco años de edad murió la madre Petra, y cuando tenía quince años falleció el padre Ignacio, quedando bajo la tutela de su abuelo Andrés, quien tuvo una gran influencia sobre Pedro-Enrique, particularmente en dirigir e impulsar su educación.
De pequeño ya mostró interés y admiración por la música, convirtiéndose en una afición que la familia reprimió, considerando que la música era una dedicación impropia para la posición social que ostentaban. El abuelo-tutor insistió en que Pedro-Enrique estudiara derecho y se convirtiera en abogado como lo habían sido su padre y abuelo. Así pues, Pedro-Enrique siguió los designios familiares y cursó la carrera de derecho, refrenando y postergando su vocación musical.
A finales del siglo XIX se casó con Francesca Finet y Pansas, que murió al poco y de la que no tuvo hijos. En 1901 se casó en segundas nupcias con Camila Sardà y Ballester, de una familia de Reus, con quien tuvo seis hijos.
Pedro-Enrique de Ferran adoptó en su vida privada y familiar opciones consideradas vanguardistas o extravagantes para la época, como el hecho de seguir una dieta vegetariana, o hacer tomar baños de sol desnudos a sus hijos en la azotea de casa.
Residió en Barcelona, Bruselas, Reus y Madrid, y murió en Bruselas en 1919.

### Carrera musical en Barcelona
Cuando tenía 30 años abandonó la abogacía (parece ser que nunca ejerció), y se volcó apasionadamente a estudiar música bajo la maestría de Melchor Rodríguez de Alcántara y de Enric Morera. Se desarrolló musicalmente en el ambiente del movimiento artístico y musical modernista catalán, que florecía en la Barcelona de finales del siglo XIX y principios del XX.
En 1902 estrenó su primera obra, Andante para instrumentos de arco, en el teatro Novedades de Barcelona, por la orquesta de la Sociedad Filarmónica de Barcelona, entidad que dirigía el violinista y pedagogo belga Mathieu Crickboom, el cual fue una gran influencia para a Pedro-Enrique, al igual que el también violinista Eugène Ysaÿe, maestro de Crickboom y colaborador de la Sociedad Filarmónica. La prensa de la época remarca la buena acogida que recibió Andante por parte del público y la crítica.

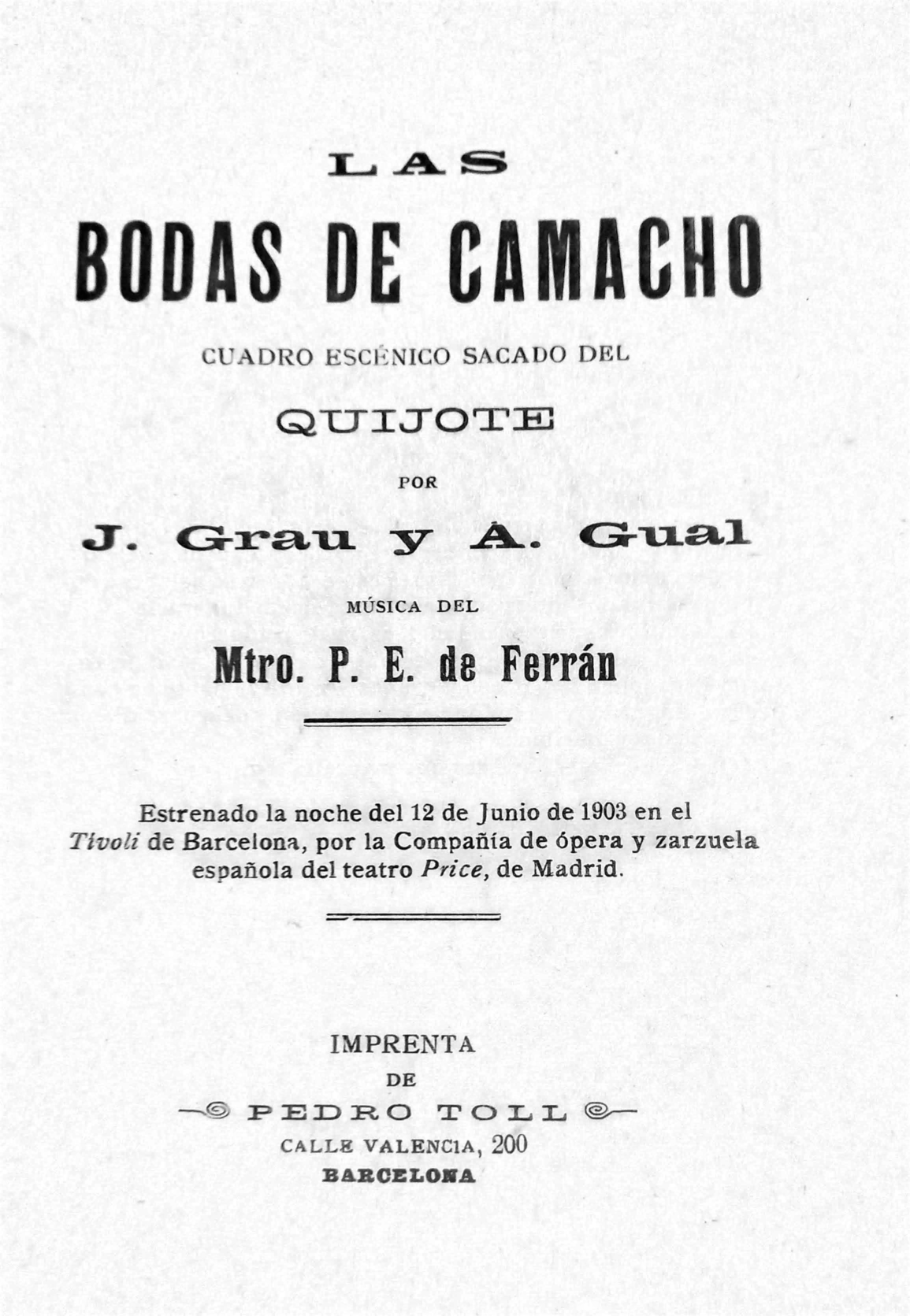
Portada del libreto de Las Bodas de Camacho, Barcelona 1903

Al año siguiente, 1903, se estrenó en el teatro Tívoli de Barcelona la obra lírica Las Bodas de Camacho, con música de Pedro-Enrique de Ferran y libreto de Jacint Grau y Adrià Gual, basado en un episodio del Quijote. Las críticas en prensa remarcan muy favorablemente la calidad y factura de la música, destacando particularmente el preludio.
Entre 1902 y 1910, Pedro-Enrique de Ferran puso música a varias obras teatrales líricas, algunas de ellas enmarcadas en el Teatro Lírico Catalán de Enric Morera, tales como La Núvia, letra de Adrià Gual, y L' Eterna Lluita, letra de Enric de Fuentes. Además, estrenó en 1909 en el Teatro Apolo de Barcelona la obra La Canción de la Ninfa, con letra de Emilio Roig (seudónimo de Baldomero Gili i Roig).
También compuso piezas corales y canciones para voz y piano. En todas estas piezas encontramos textos de autores relevantes de la época, como Apel·les Mestres, Modest Urgell, Jacint Grau, Emili Guanyabens, Jaume Massó, Enric de Fuentes, Paul Bourget y, muy particularmente, el autor y empresario teatral Adrià Gual, con quien Pedro-Enrique colaboró muchas veces y con quien le unía una relación de amistad.
Destacan particularmente las canciones con acompañamiento de piano A un Rossinyol, y el ciclo de cinco piezas: Ofrena, Praeterita, Et veig per tot, Amor! y Primaveral; algunas de ellas fueron publicadas por las editoriales Universo Musical y Casa Dotesio (antecesoras de Unión Musical Española).
Paralelamente, en este período Pedro-Enrique de Ferran ejerció ocasionalmente la crónica y crítica musical para algunos diarios de Barcelona.

### Bruselas
En 1910, Pedro-Enrique de Ferran decidió trasladarse a Bruselas con su familia. Tal y como explicaba el compositor en una entrevista, en España no encontraba el ambiente artístico y musical que necesitaba para sus ambiciones creativas; y opinaba que en Bélgica se apreciaba mucho más el arte y la música que en España.
Probablemente en esta decisión influyó el hecho de que dos de sus mentores habían abandonado Barcelona: Mathieu Crickboom había regresado a Bélgica en 1904, y en 1909 Enric Morera se había ido a Argentina. Tal y como explica Camila, la hija mayor del compositor, en sus memorias, en la decisión pesó también el enrarecido clima político y social que vivía Barcelona, después de los hechos de la Semana Trágica de 1909.
En Bruselas empezó a establecer contactos y relaciones para vehicular su actividad creativa; sin duda recibió el apoyo de Mathieu Crickboom, ahora profesor del conservatorio de Lieja, a quien dedicó la romanza para violín y piano Primavera, estrenada en 1914 en el Teatro Real de la Moneda de Bruselas, y publicada por Breitkopf & Härtel.
Una amistad muy relevante fue el pintor simbolista y poeta belga Jean Delville, cuyo poema Le Soir Confidentiel fue musicado por Pedro-Enrique de Ferran en la que probablemente es su obra más celebrada, el poema sinfónico Crepúsculo (Le Soir), que en 1914 estaba siendo ultimado para su previsto estreno en Bruselas. Igualmente comenzó una colaboración con el poeta Maurice Boné de Villiers, con un libreto a partir del cual inició la composición de la ópera Les amantes de Palerme.
Simultáneamente, mientras estuvo en Bruselas ejerció de corresponsal en Bélgica para el diario barcelonés La Vanguardia.

### Regreso a España
A primeros de agosto de 1914 estallaba la Primera Guerra Mundial, el ejército alemán entraba en Bélgica y marchaba hacia Bruselas. Pedro-Enrique de Ferran decidió huir apresuradamente con la familia de regreso hacia España, antes de que las vías de comunicación quedaran cortadas, llevándose el máximo de trabajo musical que pudo transportar.
Mientras duró la guerra, Pedro-Enrique de Ferran se instaló en Reus, donde contó con el apoyo de la familia de su esposa (excepto unos primeros meses que pasó en Barcelona, y un corto período de residencia en Madrid), alternando con frecuentes desplazamientos a Madrid, donde se había introducido en los medios artísticos y musicales de la capital.
Retomó su actividad musical, y en 1915 presentó en el Palau de la Música Catalana de Barcelona su romanza para violín y piano Primavera, que ya había estrenado en Bruselas en 1914; la misma pieza fue presentada en el hotel Ritz de Madrid en 1917, con buena opinión de la crítica en ambos casos.
Su carrera musical culminó con el estreno en 1917 en el Gran Teatro de Madrid, del poema sinfónico Crepúsculo (Le Soir), con letra de Jean Delville, pieza que la guerra había impedido estrenar en Bruselas. Interpretada por la orquesta Benedito y bajo la dirección del propio maestro Rafael Benedito, tuvo una gran acogida, y el éxito se reflejó en las reseñas y críticas musicales de los diarios de Madrid.
Compuso algunas piezas de piano solo, como Abril, dedicada a Andrés Segovia, inició la composición de la opereta Barnum con libreto de Marc-Jesús Bertran Tintorer, comenzó colaboraciones con Enrique García Álvarez y Alfonso Hernández-Catá para otras operetas, trabajó en un poema sinfónico sobre la poesía El Silfo de Victor Hugo, y continuó desarrollando la ópera Les amantes de Palerme que había empezado en Bélgica.

### Regreso a Bruselas y muerte
Terminada la guerra, y después de esperar un tiempo prudencial para que la situación en Bélgica se estabilizara, Pedro-Enrique de Ferran volvió a instalarse en Bruselas con su familia en julio de 1919, y retomó los contactos y el trabajo, con ciertas dificultades iniciales porque durante la guerra su domicilio de Bruselas había sido saqueado y se había perdido no sólo ajuar doméstico sino también documentación que quedó cuando huyeron apresuradamente.
Desgraciadamente, el 6 de noviembre de 1919, menos de cuatro meses después del regreso a Bruselas, Pedro-Enrique de Ferran moría repentinamente a la edad de 54 años, víctima de un infarto. No llegó a conocer a su hija pequeña Genoveva, que nació tan sólo 8 días después de la muerte de su padre.

### Legado
Dejó inconclusas la ópera Les Amantes de Palerme, libreto de Maurice Boné de Villiers, la opereta Barnum, libreto de Marc-Jesús Bertran Tintorer, y el poema sinfónico El Silfo sobre un poema de Victor Hugo.
El hecho de haber muerto fuera de España, donde empezaba a ser reconocido y apreciado, y que su viuda decidiera quedarse en Bélgica, cuando todavía el país estaba recuperándose de los estragos de la guerra, hizo que la obra de Pedro-Enrique de Ferran dejara de ser programada y promocionada.
El archivo personal del compositor conteniendo la mayor parte de las partituras de sus obras, fue custodiado durante más de 70 años, primero por su viuda y después por sus hijas, hasta que en 2005 el archivo se transfirió a la Biblioteca de Cataluña, donde está completamente inventariado y catalogado.

## Obras
Lista de las obras más relevantes de Pedro-Enrique de Ferran, con indicación, en su caso, de los datos del estreno y de la publicación.

### Orquesta sinfónica
Crepúsculo (Le Soir)
Poema sinfónico para orquesta y voz (soprano).
Texto de Jean Delville.
Estrenada en el Gran Teatro de Madrid el 15 de abril de 1917.
Orquesta Benedito.
Las Bodas de Camacho
Cuadro escénico sobre un episodio de Don Quijote.
Libreto de Jacint Grau y Adrià Gual.
Estrenada en el Teatro Tívoli de Barcelona el 12 de junio de 1903.
Compañía lírica del Teatro Price de Madrid.
La Canción de la Ninfa
Cuadro escénico con libreto de Baldomer Gili i Roig.
Estrenado en el Teatro Apolo de Barcelona el 26 de junio de 1909.

### Orquesta de cuerda
Andante para instrumentos de arco
Estrenada en el Teatro Novedades de Barcelona en 1902.
Orquesta de la Sociedad Filarmónica de Barcelona.
Dirección: Domènec Mas y Serracant.
Violín: Mathieu Crickboom.
Berceuse
Publicada en 1910 por Imprenta y Litografía Blasi, Barcelona.

### Violín y Piano
Primavera
Dedicada a Mathieu Crickboom.
Estrenada en 1914 en el Teatro Real de la Moneda de Bruselas, en 1915 en el Palau de la Música Catalana de Barcelona, y en 1917 en el Hotel Ritz de Madrid.
Publicada en 1913 por Breitkopf & Härtel, Bruselas.

### Voz y piano
Au Rossignol
Letra de Emili Guanyavents.
Publicada en 1902 por Universo Musical, Barcelona.
Ofrena
Letra de Enric de Fuentes.
Publicada en 1912 por Sociedad Anónima Casa Dotesio, Barcelona.
Praeterita
Letra de Paul Bourget.
Publicada en 1912 por Sociedad Anónima Casa Dotesio, Barcelona.
Et veig per tot
Letra de Adrià Gual.
¡Amor!
Letra de Adrià Gual.
Primaveral
Letra de Jaume Terri.
Tu pupila es azul
Letra de Gustavo Adolfo Bécquer.
Dedicada a Antonio Tirabassi.

### Música coral
Cançó d'Agost
Letra de Apel·les Mestres.
Celístia
Letra de Emili Guanyavents.
Muntanyes
Letra de Jaume Massó.
Muntanyes del Canigó

### Piano solo
Abril
Dedicada a Andrés Segovia.
Tendre Aveu
Vals.